# Aleksander Potrykowski
Aleksander Bronisław Potrykowski (ur. 17 sierpnia 1874, zm. ?) – pułkownik piechoty Wojska Polskiego.

## Życiorys
19 lutego 1919 roku został przyjęty do Wojska Polskiego z byłych Korpusów wschodnich i byłej armii rosyjskiej z zatwierdzeniem posiadanego stopnia majora ze starszeństwem z 7 listopada 1918 roku, i zaliczony z dniem 16 stycznia 1919 roku do Rezerwy Oficerów Wojska Polskiego.
Do kwietnia 1921 roku był dowódcą 4 Baonu Celnego. 1 czerwca 1921 roku pełnił służbę na stanowisku dowódcy 6 Baonu Celnego, a jego oddziałem macierzystym był 20 Pułk Piechoty w Krakowie. 3 maja 1922 roku został zweryfikowany w stopniu podpułkownika ze starszeństwem z 1 czerwca 1919 roku i 3. lokatą w korpusie oficerów piechoty, a jego oddziałem macierzystym był nadal 20 Pułk Piechoty. 22 lipca 1922 roku został przeniesiony z 6 Baonu Celnego do 44 Pułku Piechoty Strzelców Kresowych w Równem z jednoczesnym zatwierdzeniem na stanowisku zastępcy dowódcy pułku. 12 kwietnia 1924 roku otrzymał przeniesienie do 54 Pułku Piechoty Strzelców Kresowych w Tarnopolu na stanowisko dowódcy pułku. 31 marca 1924 roku został awansowany na pułkownika ze starszeństwem z 1 lipca 1923 roku i 1. lokatą w korpusie oficerów piechoty. Z dniem 1 marca 1927 roku został mu udzielony dwumiesięczny urlop z zachowaniem uposażenia, a z dniem 30 kwietnia 1927 roku został przeniesiony w stan spoczynku. Na jego zwolnienie ze stanowiska dowódcy pułku i przeniesienie w stan spoczynku niewątpliwie miała wpływ negatywna opinia ówczesnego dowódcy Okręgu Korpusu Nr VI, generała dywizji Władysława Sikorskiego sporządzona jesienią 1926 roku. Na emeryturze mieszkał w Wilnie. W 1934 roku pozostawał w ewidencji Powiatowej Komendy Uzupełnień Wilno Miasto. Posiadał przydział do Oficerskiej Kadry Okręgowej Nr III. Był wówczas „przewidziany do użycia w czasie wojny”.
Na przełomie 1921/1922 zamieszkiwał w dzielnicy Błonie w Sanoku wraz z córką Ireną (ur. 1910), która uczęszczała wówczas do miejscowego Gimnazjum im. Królowej Zofii.

## Ordery i odznaczenia
- Krzyż Walecznych